# Agrias boliviensis
Agrias boliviensis är en fjärilsart som beskrevs av Hans Fruhstorfer 1895. Agrias boliviensis ingår i släktet Agrias och familjen praktfjärilar. Inga underarter finns listade i Catalogue of Life.